# 7 صفر
- السبت
- الأحد
- الاثنين
- الثلاثاء
- الأربعاء
- الخميس
- الجمعة

- 283 أغسطس 2024
- 294 أغسطس 2024
- 15 أغسطس 2024
- 26 أغسطس 2024
- 37 أغسطس 2024
- 48 أغسطس 2024
- 59 أغسطس 2024
- 610 أغسطس 2024
- 711 أغسطس 2024
- 812 أغسطس 2024
- 913 أغسطس 2024
- 1014 أغسطس 2024
- 1115 أغسطس 2024
- 1216 أغسطس 2024
- 1317 أغسطس 2024
- 1418 أغسطس 2024
- 1519 أغسطس 2024
- 1620 أغسطس 2024
- 1721 أغسطس 2024
- 1822 أغسطس 2024
- 1923 أغسطس 2024
- 2024 أغسطس 2024
- 2125 أغسطس 2024
- 2226 أغسطس 2024
- 2327 أغسطس 2024
- 2428 أغسطس 2024
- 2529 أغسطس 2024
- 2630 أغسطس 2024
- 2731 أغسطس 2024
- 281 سبتمبر 2024
- 292 سبتمبر 2024
- 303 سبتمبر 2024
- 14 سبتمبر 2024
- 25 سبتمبر 2024
- 36 سبتمبر 2024

7 صَفَر أو 7 صَفَر الخير أو 7 صَفَر المُظفَّر أو يوم 7 \ 2 (اليوم السابع من الشهر الثاني) هو اليوم السابع والثلاثين من أيَّام السنة وفق التقويم الهجري القمري (العربي). يبقى بعده 317 أو 318 يومًا لانتهاء السنة.

## أحداث
- 16 هـ - فتح المسلمين لبُهْرَسير بقيادة سعد بن أبي وقاص وقد كان فتحهم لبهرسير هو البداية لفتح المدائن.
- 543 هـ - فك الصليبيين في حملتهم الثانية الحصار عن مدينة دمشق، وكانت قواتهم قد تجمعت للاستيلاء على المدينة، وضربوا حولها حصارا، لكن المسلمين أبلوا بلاء حسنا، وأجبروا الصليبيين على التراجع وفك الحصار.
- 1083 هـ - السلطان محمد الرابع يبدأ حملته الهمايونية السلطانية الأولى على بولونيا، والتي استمرت 6 أشهر، تم خلالها افتتاح عدد من القلاع، وانتهت الحملة بتوقيع معاهدة بين الطرفين دفعت خلالها بولونيا ضريبة سنوية للعثمانيين.
- 1213 هـ - نشوب معركة الأهرام بين قوات الحملة الفرنسية التي قدمت مصر بقيادة نابليون بونابرت، وبين قوات المماليك والإنكشارية عند إمبابة وانتهت بانتصار الجيش الفرنسي.
- 1351 هـ - محمد علي العابد يتسلم رئاسة سوريا.
- 1352 هـ - المقيم العام الفرنسي في تونس يعلن حل الحزب الحر الدستوري التونسي، الذي كان يطالب بإرساء نظام دستوري بالبلاد والفصل بين السلطات الثلاث وضمان الحريات والمساواة وإجبارية التعليم.
- 1365 هـ - وصول الملك عبد العزيز آل سعود لمصر في أول زيارة تاريخية.
- 1381 هـ - الكويت تنظم إلى جامعة الدول العربية.
- 1400 هـ - وقوع انقلاب عسكري في أفغانستان ضد الرئيس حفيظ الله أمين، وتزعم هذا الانقلاب بابراك كارمل الذي دخل العاصمة كابل بدعم من القوات السوفيتية التي اجتاحت البلاد بتسعين ألف جندي.
- 1411 هـ - العراق يعلن أن الكويت محافظة عراقية وسميت «بمحافظة كاظمة» وذلك بعد غزوه لها قبل عدة أسابيع.
- 1415 هـ - الأردن وإسرائيل توافقان على إجراء محادثات سلام بينهما في واشنطن.
- 1424 هـ - سقوط حزب البعث الحاكم في العراق بقيادة الرئيس صدام حسين وذلك بدخول قوات التحالف إلى العاصمة بغداد وإسقاط تمثال صدام الموجود في ساحة الفردوس.
- 1432 هـ -
  - استقالة 11 وزيرًا من الحكومة اللبنانية يمثلون تكتل الإصلاح والتغيير وحزب الله وحركة أمل ووزير محسوب على رئيس الجمهورية يؤدي إلى فقدان الحكومة لشرعيتها الدستورية واعتبارها مستقيلة.
  - رئيس الوزراء الكويتي الشيخ ناصر المحمد الأحمد الصباح يزور العراق في أول زيارة لرئيس حكومة كويتي للعراق منذ الغزو العراقي للكويت.
- 1438 هـ - افتتاح مؤتمر الأمم المتحدة للتغير المناخي (COP22) بمدينة مراكش بالمغرب.
- 1441 هـ - اختتام بطولة العالم لألعاب القوى 2019، والتي أُقيمت فعالياتها على استاد خليفة الدولي في العاصمة القطرية الدوحة.

## مواليد
- 128 هـ - موسى بن جعفر الكاظم، عالم مسلم والإمام السابع عند الشيعة الاثني عشرية.
- 691 هـ - ابن قيم الجوزية فقيه حنبلي مسلم، وأبرز تلاميذ ابن تيمية.
- 900 هـ - سليمان القانوني، عاشر سلاطين آل عثمان.
- 1201 هـ - أحمد عرفان، أحد قادة الإصلاح الإسلامي في الهند.
- 1257 هـ - أحمد عرابي، قائد عسكري مصري قاد الثورة العرابية.
- 1343 هـ - فؤاد المهندس، ممثل مصري.
- 1346 هـ - أنطون قازان، محامي وشاعر لبناني.
- 1362 هـ - حسن أبو خمسين، فقيه جعفري وقاضي سعودي.
- 1364 هـ -
  - جرجس جبارة، ممثل سوري.
  - نبيلة عبيد، ممثلة مصرية.
- 1393 هـ - جيهان فاضل، ممثلة مصرية.
- 1400 هـ - غادة رجب، مغنية وممثلة مصرية.
- 1402 هـ - عبد الرحمن الموسى، لاعب كرة قدم كويتي.
- 1408 هـ - حلا، ممثلة سعودية تعمل في الكويت.

## وفيات
- 50 هـ - الحسن بن علي بن أبي طالب، حفيد الرسول محمد وخامس الخلفاء الراشدين وثاني أئمة الشيعة.
- 704 هـ - عبد الكريم بن علي، ابن بنت العراقي، عالم مسلم مصري.
- 1355 هـ - فؤاد الأول، ملك مصر والسودان.
- 1362 هـ - محمد حبيب الله الشنقيطي، فقيه مالكي موريتاني.
- 1409 هـ - كاظم الهجري، فقيه وشاعر سعودي.
- 1409 هـ - محمد حسين شهريار، شاعر إيراني.
- 1415 هـ - بشير العوف، صحفي وكاتب وشاعر سوري.
- 1417 هـ - عاطف الطيب، مخرج سينمائي مصري.
- 1427 هـ -
  - حمدي غيث، ممثل مصري.
  - علي فاركا توري، موسيقي مالي.
- 1434 هـ - محي الدين عبد المحسن، ممثل مصري.

## وصلات خارجية
- موقع قصة الإسلام: حدث في شهر صفر.